# Echipa națională de fotbal a Gibraltarului
Selecționata de fotbal a Gibraltarului reprezintă Gibraltar în competițiile fotbalistice și este controlată de Asociația de Fotbal a Gibraltarului. Este membă deplină FIFA din 13 mai 2016. Gibraltar a solicitat se devină membră UEFA și a fost acceptată de către Congresul UEFA în mai 2013. Cu o populație de 30.000 Gibraltar este cea mai mică membră UEFA după numărul populației.

## Palmares
- Campionatul Mondial de Fotbal

| Țară(i) gazdă / An | Rundă                 | Poziția               | MJ                    | C                     | E*                    | P                     | GM                    | GP                    |
| ------------------ | --------------------- | --------------------- | --------------------- | --------------------- | --------------------- | --------------------- | --------------------- | --------------------- |
| 1930 - 2014        | Nu a fost membră FIFA | Nu a fost membră FIFA | Nu a fost membră FIFA | Nu a fost membră FIFA | Nu a fost membră FIFA | Nu a fost membră FIFA | Nu a fost membră FIFA | Nu a fost membră FIFA |
| 2018               | Nu s-a calificat      | Nu s-a calificat      | Nu s-a calificat      | Nu s-a calificat      | Nu s-a calificat      | Nu s-a calificat      | Nu s-a calificat      | Nu s-a calificat      |
| Total              | 0/20                  |                       | 0                     | 0                     | 0                     | 0                     | 0                     | 0                     |

- Campionatul European de Fotbal

| Țară(i) gazdă / An | Rundă                 | Poziția               | MJ                    | V                     | E*                    | Î                     | GM                    | GP                    |
| ------------------ | --------------------- | --------------------- | --------------------- | --------------------- | --------------------- | --------------------- | --------------------- | --------------------- |
| 1960 - 2012        | Nu a fost membră UEFA | Nu a fost membră UEFA | Nu a fost membră UEFA | Nu a fost membră UEFA | Nu a fost membră UEFA | Nu a fost membră UEFA | Nu a fost membră UEFA | Nu a fost membră UEFA |
| 2016               | Nu s-a calificat      | Nu s-a calificat      | Nu s-a calificat      | Nu s-a calificat      | Nu s-a calificat      | Nu s-a calificat      | Nu s-a calificat      | Nu s-a calificat      |
| Total              | 0/15                  |                       | 0                     | 0                     | 0                     | 0                     | 0                     | 0                     |

## Rezultate recente și programul meciurilor

### Meciuri amicale
2013
| 19 noiembrie 2013Amical | Gibraltar | 0 – 0  | Slovacia | Faro, Portugalia                                                                    |  |
| 19:30 CET (UTC+1)       |           | Report |          | Stadion: Estádio Algarve Spectatori: 350 Arbitru: Hugo Ferreira Miguel (Portugalia) |  |

2014
| 1 martie 2014Amical | Gibraltar        | 1 – 4  | Insulele Feroe                           | Gibraltar                                      |  |
| 20:00 CET (UTC+1)   | R. Chipolina 21' | Report | Edmundsson 26' Holst 32, 68' Hansson 59' | Stadion: Victoria Stadium Arbitru: Paul Knight |  |

| 5 martie 2014Amical | Gibraltar | 0 – 2  | Estonia              | Gibraltar                                        |  |
| 20:00 CET (UTC+1)   |           | Report | Kruglov 11' Hunt 81' | Stadion: Victoria Stadium Arbitru: Arnold Hunter |  |

| 26 mai 2014Amical | Estonia | –        | Gibraltar | Tallinn, Estonia           |  |
| CEST (UTC+2)      |         | [Report] |           | Stadion: Lilleküla Stadium |  |

| 4 iunie 2014Amical | Gibraltar | –      | Malta | Faro, Portugalia         |  |
| CET (UTC+1)        |           | Raport |       | Stadion: Estádio Algarve |  |

### Preliminariile Campionatului European de Fotbal 2016
| 7 septembrie 2014Euro 2016 Q | Gibraltar | –        | Polonia | Faro, Portugalia         |  |
| 20:45 CEST (UTC+2)           |           | [Report] |         | Stadion: Estádio Algarve |  |

| 11 octombrie 2014Euro 2016 Q | Republica Irlanda | –        | Gibraltar | Dublin, Irlanda        |  |
| 18:00 CEST (UTC+2)           |                   | [Report] |           | Stadion: Aviva Stadium |  |

| 14 octombrie 2014Euro 2016 Q | Gibraltar | –        | Georgia | Faro, Portugalia         |  |
| 20:45 CEST (UTC+2)           |           | [Report] |         | Stadion: Estádio Algarve |  |

| 14 noiembrie 2014Euro 2016 Q | Germania | –        | Gibraltar | Bremen, Germania      |  |
| 20:45 CET (UTC+1)            |          | [Report] |           | Stadion: Weserstadion |  |

| 29 martie 2015Euro 2016 Q | Scoția | –        | Gibraltar | Glasgow, Scoția       |  |
| 18:00 CET (UTC+1)         |        | [Report] |           | Stadion: Hampden Park |  |

| 13 iunie 2015Euro 2016 Q | Gibraltar | –        | Germania | Faro, Portugalia         |  |
| 20:45 CEST (UTC+2)       |           | [Report] |          | Stadion: Estádio Algarve |  |

| 4 septembrie 2015Euro 2016 Q | Gibraltar | –        | Republica Irlanda | Faro, Portugalia         |  |
| 20:45 CEST (UTC+2)           |           | [Report] |                   | Stadion: Estádio Algarve |  |

| 7 septembrie 2015Euro 2016 Q | Polonia | –        | Gibraltar | Varșovia, Polonia         |  |
| 20:45 CEST (UTC+2)           |         | [Report] |           | Stadion: National Stadium |  |

| 8 octombrie 2015Euro 2016 Q | Georgia | –        | Gibraltar | Tbilisi, Georgia      |  |
| 18:00 CEST (UTC+2)          |         | [Report] |           | Stadion: Dinamo Arena |  |

| 11 octombrie 2015Euro 2016 Q | Gibraltar | –        | Scoția | Faro, Portugalia         |  |
| 20:45 CEST (UTC+2)           |           | [Report] |        | Stadion: Estádio Algarve |  |

## Jucători

### Lotul actual
| Nr. | Poz. | Jucător                 | Data nașterii (vârsta)        | Selecții | Goluri | Club              |
| --- | ---- | ----------------------- | ----------------------------- | -------- | ------ | ----------------- |
| 1   | P    | Jordan Perez            | 13 noiembrie 1986 (38 de ani) | 3        | 0      | Lincoln Red Imps  |
| 22  | P    | Will Britt              | 22 martie 1995 (30 de ani)    | 0        | 0      | Bognor Regis Town |
| 13  | P    | Jamie Robba             | 26 octombrie 1991 (33 de ani) | 0        | 0      | Lynx              |
|     |      |                         |                               |          |        |                   |
| 3   | F    | Joseph Chipolina        | 14 decembrie 1987 (37 de ani) | 3        | 0      | Lincoln Red Imps  |
| 6   | F    | Roy Chipolina (Captain) | 20 ianuarie 1983 (42 de ani)  | 3        | 1      | Lincoln Red Imps  |
| 5   | F    | Ryan Casciaro           | 11 decembrie 1982 (42 de ani) | 3        | 0      | Lincoln Red Imps  |
| 4   | F    | Danny Higginbotham      | 29 decembrie 1978 (46 de ani) | 3        | 0      | Retired           |
| 15  | F    | Jack Sergeant           | 27 februarie 1995 (30 de ani) | 3        | 0      | Manchester 62     |
| 16  | F    | David Artell            | 22 noiembrie 1980 (44 de ani) | 2        | 0      | Wrexham           |
| 17  | F    | Yogan Santos            | 15 ianuarie 1985 (40 de ani)  | 2        | 0      | Manchester 62     |
| 14  | F    | Matt Reoch              | 25 februarie 1983 (42 de ani) | 1        | 0      | Manchester 62     |
| 2   | F    | Scott Wiseman           | 9 octombrie 1985 (39 de ani)  | 1        | 0      | Preston North End |
|     |      |                         |                               |          |        |                   |
| 12  | M    | Kyle Casciaro           | 12 martie 1987 (38 de ani)    | 3        | 0      | Lincoln Red Imps  |
| 8   | M    | Daniel Duarte           | 25 octombrie 1979 (45 de ani) | 3        | 0      | Lincoln Red Imps  |
| 11  | M    | Robert Guilling         | 15 octombrie 1980 (44 de ani) | 2        | 0      | Lincoln Red Imps  |
| 7   | M    | Jeremy Lopez            | 9 iulie 1989 (35 de ani)      | 2        | 0      | Manchester 62     |
| 18  | M    | Aaron Payas             | 24 mai 1985 (39 de ani)       | 2        | 0      | Lincoln Red Imps  |
| 10  | M    | Liam Walker             | 13 aprilie 1988 (36 de ani)   | 2        | 0      | Bnei Yehuda       |
|     |      |                         |                               |          |        |                   |
| 9   | A    | Adam Priestley          | 13 august 1990 (34 de ani)    | 3        | 0      | Farsley           |
| 21  | A    | John-Paul Duarte        | 11 ianuarie 1987 (38 de ani)  | 2        | 0      | Lincoln Red Imps  |
| 20  | A    | Anthony Hernandez       | 3 februarie 1995 (30 de ani)  | 1        | 0      | Cádiz             |
| 19  | A    | Reece Styche            | 3 mai 1989 (35 de ani)        | 1        | 0      | Wycombe Wanderers |

### Convocări recente
| Poz. | Jucător             | Data nașterii (vârsta)         | Selecții | Goluri | Club             | Ultima convocare                 |
| ---- | ------------------- | ------------------------------ | -------- | ------ | ---------------- | -------------------------------- |
| P    | Kevin de los Santos | 18 ianuarie 1978 (47 de ani)   | 0        | 0      | Manchester 62    | v. Insulele Feroe, 1 martie 2014 |
|      |                     |                                |          |        |                  |                                  |
| M    | Tyson Ruiz          | 10 martie 1988 (37 de ani)     | 0        | 0      | Lynx             | v. Estonia, 5 martie 2014        |
| M    | Liam Clarke         | 4 decembrie 1987 (37 de ani)   | 0        | 0      | Lincoln Red Imps | v. Insulele Feroe, 1 martie 2014 |
| M    | Julian Bado         | 18 ianuarie 1991 (34 de ani)   | 1        | 0      | Lynx             | v. Slovacia, 19 noiembrie 2013   |
| M    | Daylian Victor      | 18 ianuarie 1996 (29 de ani)   | 0        | 0      | College Europa   | v. Slovacia, 19 noiembrie 2013   |
|      |                     |                                |          |        |                  |                                  |
| A    | George Cabrera      | 14 decembrie 1988 (36 de ani)  | 0        | 0      | Lincoln Red Imps | v. Estonia, 5 martie 2014        |
| A    | Al Greene           | 5 mai 1978 (46 de ani)         | 1        | 0      | Glacis United    | v. Slovacia, 19 noiembrie 2013   |
| A    | Lee Casciaro        | 29 septembrie 1981 (43 de ani) | 0        | 0      | Lincoln Red Imps | v. Slovacia, 19 noiembrie 2013   |

## Stadion

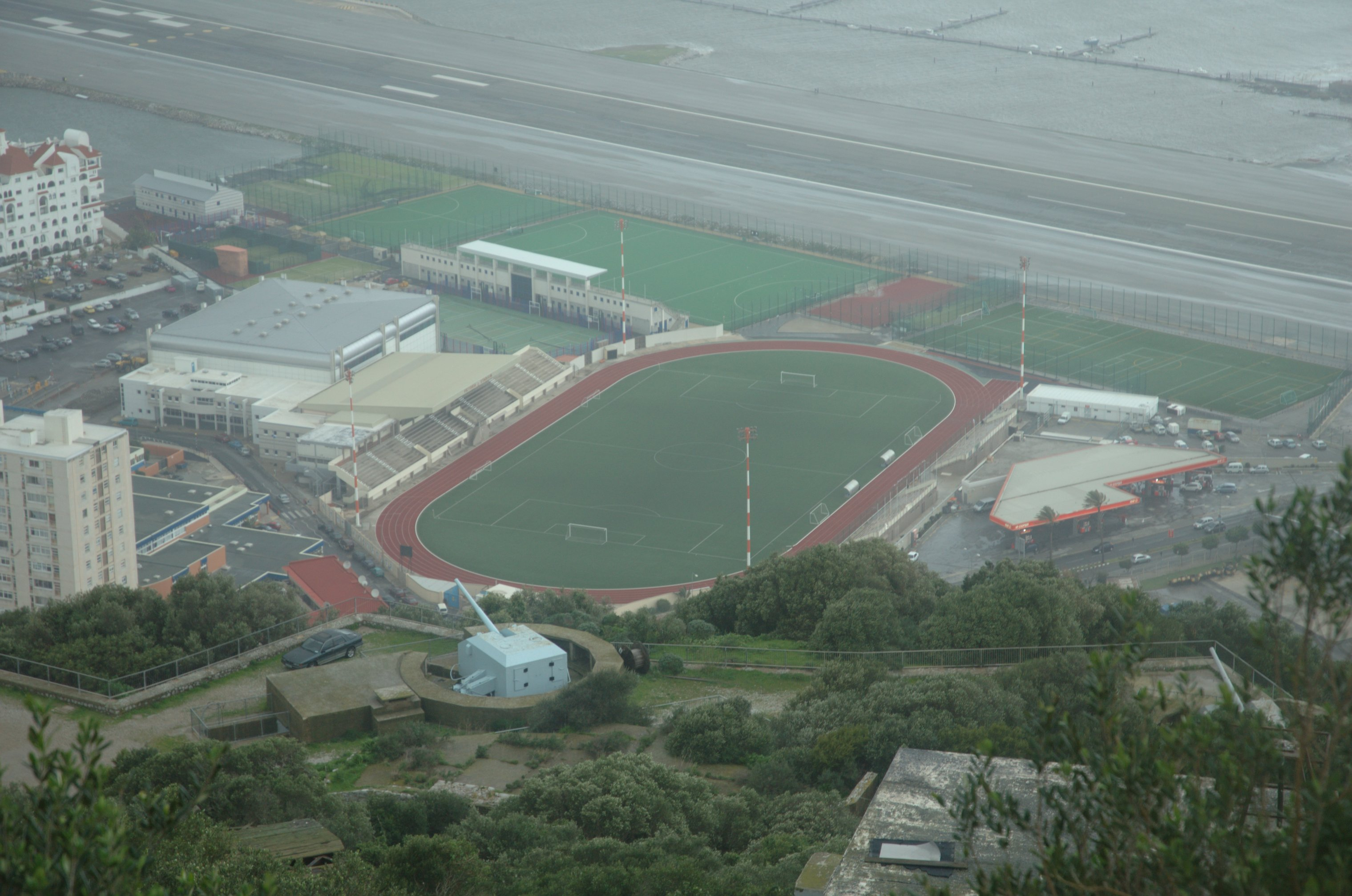
Victoria Stadium
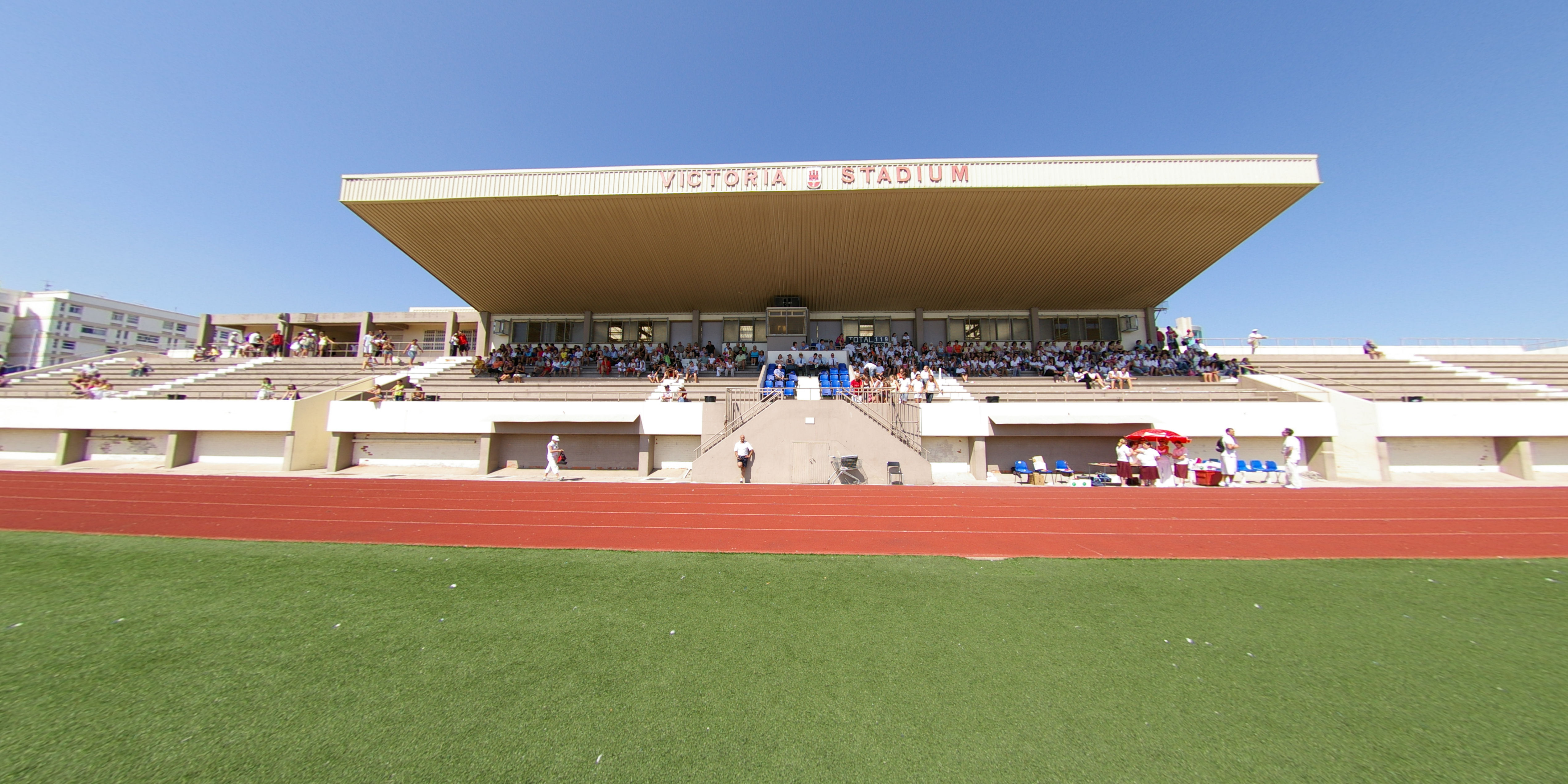
Main stand
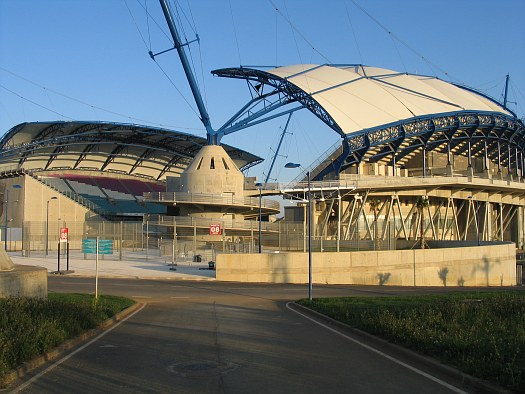
Estádio Algarve
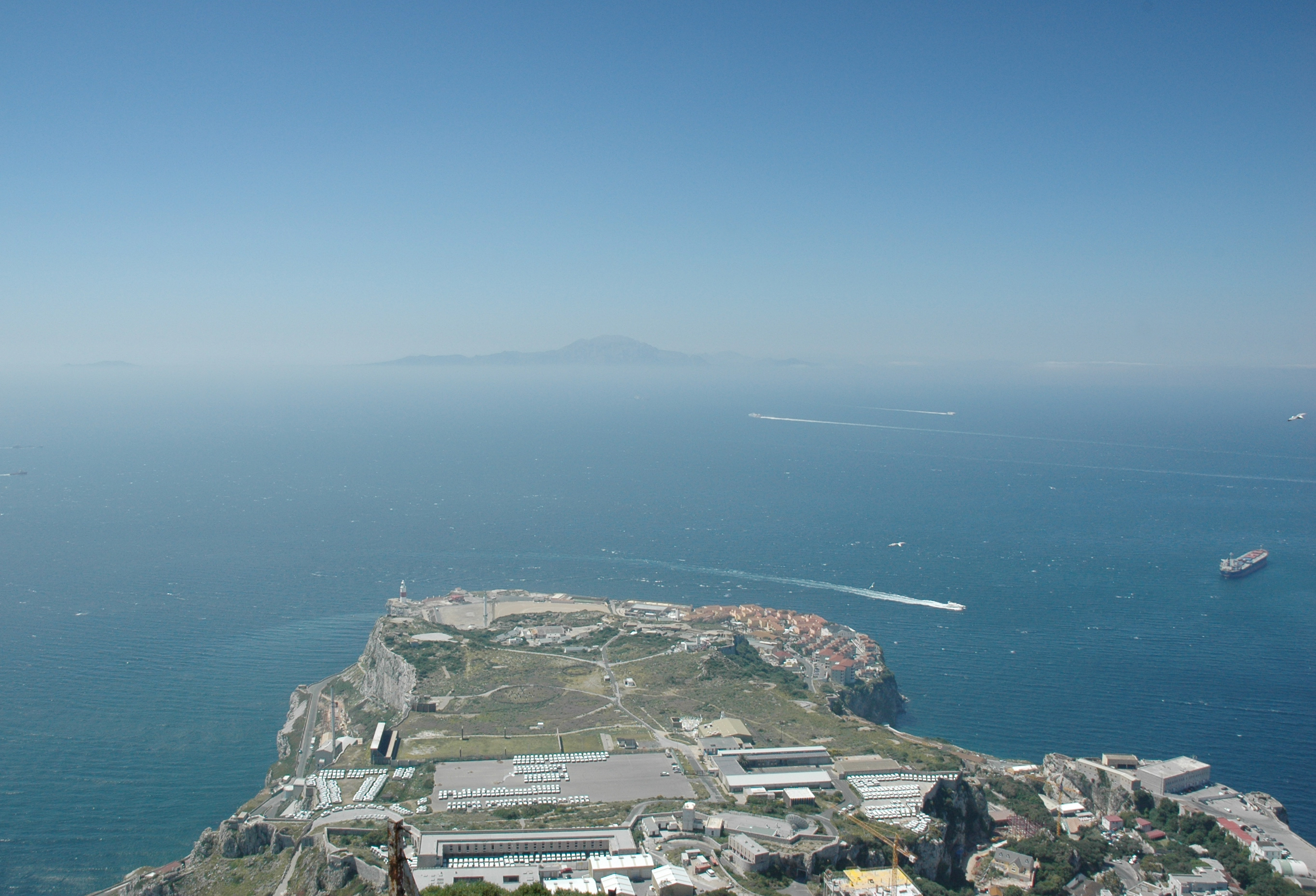
Europa Point looking towards Morocco, site of proposed Europa Point Stadium